# آرسن اوهانسیان
آرسن گریگوری اوهانسیان (روسی: Арсен Григорьевич Оганесян؛ زادهٔ ۱۷ ژوئن ۱۹۹۰ در کالوگا) بازیکن فوتبال در پست مهاجم/هافبک ارمنی‌تبار اهل روسیه است.

## باشگاهی
از باشگاه‌هایی که در آن بازی کرده‌است می‌توان به باشگاه فوتبال خیمکی، باشگاه فوتبال اورال یکاترینبورگ و باشگاه فوتبال سوکول ساراتوف  اشاره کرد.